# Дзвінкий губно-зубний фрикативний
Дзвінкий губно-зубний фрикативний — приголосний звук, що існує в деяких мовах. У Міжнародному фонетичному алфавіті записується як ⟨v⟩.

## Назва
- Дзвінкий губно-зубний фрикатив
- Дзвінкий губно-зубний фрикативний
- Дзвінкий лабіо-дентальний фрикатив (англ. voiced labiodental fricative)
- Дзвінкий лабіо-дентальний фрикативний

## Властивості
Властивості «дзвінкого губно-зубного фрикативного»:
- Тип фонації — дзвінка, тобто голосові зв'язки вібрують від час вимови.
- Спосіб творення — фрикативний, тобто один артикулятор наближається до іншого, утворюючи вузьку щілину, що спричиняє турбулентність.
- Місце творення — губно-зубне, тобто він артикулюється нижньою губою проти верхніх зубів.
- Це ротовий приголосний, тобто повітря виходить крізь рот.
- Це центральний приголосний, тобто повітря проходить над центральною частиною язика, а не по боках.
- Механізм передачі повітря — егресивний легеневий, тобто під час артикуляції повітря виштовхується крізь голосовий тракт з легенів, а не з гортані, чи з рота.

## Приклади
| Мова          | Слово   | МФА        | Значення  | Примітки                                            |
| ------------- | ------- | ---------- | --------- | --------------------------------------------------- |
| абхазька      | европа  | [evˈropʼa] | Європа    | Див. абхазька фонетика                              |
| албанська     | valixhe | [vaˈlidʒɛ] | випадок   |                                                     |
| англійська    | valve   | [væɫv]     | клапан    | Див. англійська фонетика                            |
| бурська       | wees    | [veə̯s]     | бути      | Див. бурська фонетика                               |
| болгарська    | вода    | [vɔda]     | вода      | Див. болгарська фонетика                            |
| валійська     | fi      | [vi]       | я         |                                                     |
| в'єтнамська   | và      | [vaː˨˩]    | і         | Див. в'єтнамська фонетика                           |
| гебрейська    | גב'     | [ɡav]      | назад     | Див. гебрейська фонетика                            |
| гінді         | व्रत     | [vrət̪]     | швидкий   | Див. фонетика гінді                                 |
| голландська   | wraak   | [vraːk]    | помста    | Алофон /ʋ/ перед /r/. Див. голландська фонетика     |
| грецька       | βερνίκι | [ve̞rˈnici] | varnish   | Див. грецька фонетика                               |
| грузинська    | ვიწრო   | [ˈvitsʼɾo] | вузький   |                                                     |
| данська       | véd     | [ve̝ːˀð̠˕ˠ]  | know(s)   | Див. данська фонетика                               |
| еве           | evlo    | [évló]     | він злий  |                                                     |
| ірландська    | bhaile  | [vaːlə]    | дім       | Див. ірландська фонетика                            |
| іспанська     | afgano  | [ävˈɣ̞äno̞]  | афганець  | Алофон /f/ перед дзвінкими. Див. іспанська фонетика |
| італійська    | avare   | [aˈvare]   | бідно     | Див. італійська фонетика                            |
| кабардинська  | вагъуэ  | [vaːʁʷa]   | зірка     |                                                     |
| македонська   | вода    | [vɔda]     | вода      | Див. македонська фонетика                           |
| німецька      | Wächter | [ˈvɛçtɐ]   | вартовий  | Див. німецька фонетика                              |
| норвезька     | venn    | [vɛ̝nː]     | друг      | Алофон /ʋ/. Див. норвезька фонетика                 |
| польська      | wór     | [vur]      | сумка     | Див. польська фонетика                              |
| португальська | vila    | [ˈvilɐ]    | місто     | Див. португальська фонетика                         |
| російська     | волосы  | [ˈvʷo̞ɫ̪əs̪ɨ̞] | волосся   | Див. російська фонетика                             |
| румунська     | val     | [val]      | хвиля     | Див. румунська фонетика                             |
| сербська      | гроф би | [ɡrô̞v bi]  | граф би   | Алофон /f/ перед дзвінкими. Див. сербська фонетика  |
| словацька     | voda    | [voda]     | water     |                                                     |
| турецька      | cetvel  | [dʒetvæl]  | правитель | Алофон /ʋ/ після дзвінких. Див. турецька фонетика   |
| угорська      | veszély | [vɛseːj]   | небезпека | Див. угорська фонетика                              |
| французька    | valve   | [valv]     | клапан    | Див. французька фонетика                            |
| чеченська     | ваша    | [vaʃa]     | брат      |                                                     |
| чеська        | voda    | [voda]     | water     | Див. чеська фонетика                                |
| шведська      | vägg    | [ˈvɛɡː]    | стіна     | Див. шведська фонетика                              |